# جوني رودريغيز (مغني)
جوني رودريغيز (بالإنجليزية: Johnny Rodriguez)‏ هو مغني وكاتب أغاني أمريكي، ولد في 10 ديسمبر 1951 في سابينال في الولايات المتحدة.

## وصلات خارجية
- الموقع الرسمي
- جوني رودريغيز على موقع IMDb (الإنجليزية)
- جوني رودريغيز على موقع ميوزك برينز (الإنجليزية)
- جوني رودريغيز على موقع ديسكوغز (الإنجليزية)
- جوني رودريغيز على موقع قاعدة بيانات الفيلم (الإنجليزية)